# Клан Гэлбрейт
Фамилия Гэлбрайт (Gall-Bhritnnach можно перевести с гэльского как «чужак-брит»), вероятно, происходит из бритского королевства Стратклайд, которое окончательно стало частью Шотландии к 1124 году. Первый известный в истории вождь Гэлбрайтов жил в XII столетии и был женат на дочери Алвина Ога Макмуйридаха, 1-го графа Леннокса.

## История

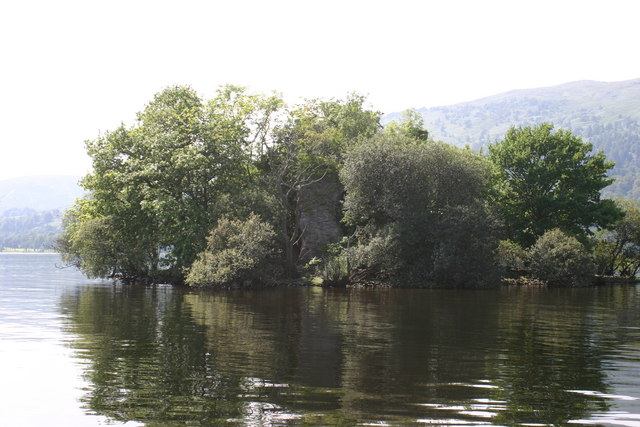
Инх-Гэлбрайт, на западной стороне острова Лох-Ломонд, первое известное мостообитание Гэлбрайтов.

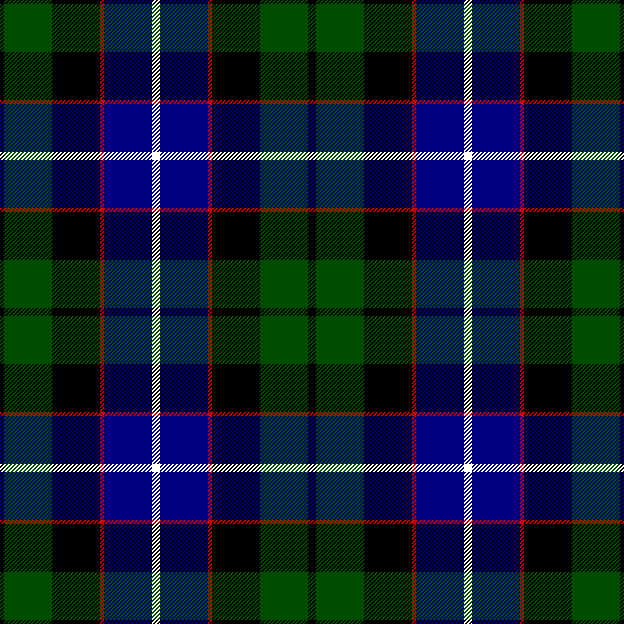
Тартан (орнамент) клана Гэльбрайт

В XIII столетии Гэлбрайты часто упоминаются в грамотах графства Леннокс, а их цитадель находилась на острове Инх-Гэлбрайт на Лох-Ломонде.
Человек, который считается первым вождем клана Гэлбрейт, был Гилкрист Бретнах, который женился на внучке первого графа Леннокса.
Четвёртый глава клана, сэр Уильям Гэлбрайт, женился на сестре «Чёрного Комина» и был одним из регентов Шотландии в 1255 году, в малолетство Александра III. Его сын, сэр Артур, женился на сестре сэра Джеймса «Доброго» Дугласа и сражался вместе с Брюсом. «Добрый сэр Джеймс Дуглас» известен тем, что погиб в Испании против сарацин, ведя небольшую группу шотландских рыцарей, несущих сердце Брюса к Святой Земле .
Младшая ветвь семейства — Гэлбрайты из Стратэндрика — около 1320 года приобрели замок и земли Калкреух рядом с Финтрэем в Стерлингшире, а в конце XIV века к ним перешло положение вождя клана. Замок Калкреух стал резиденцией вождей клана, а младшие ветви селились поблизости, в Балгэйре и Блэкхаусе. Так Джеймс Гэлбрайт (он происходил от Роберта Гэлбрайта, брата Эндрю Гэлбрайта, 8-го лэрда Калкреуха и 14-го вождя клана), бюргер из Эдинбурга, в 1687 году купил поместье Балгэйр. Часть Гэлбрайтов переселилась в Эдинбург, когда в 1538 году Томас Гэлбрайт (вероятно, сын одного из лэрдов) женился на Мэриот, дочери горожанина Уильяма Дика, и стал членом торговой гильдии. Его сыновья, Роберт и Эдвард, и внук Джон продолжили дело отца, а дочь, Изабелла, в 1566 году вышла замуж за торговца Джона Фарквара.
Гэлбрайты всегда были тесно связаны с графами Леннокса и поддерживали их, когда Яков I вернулся из Англии в Шотландию и убил своих собственных родственников. В 1425 году глава клана вместе с одним из сыновей Мердока, 2-го герцога Олбани, участвовал в набеге на Дамбартон и позже бежал вместе с ним от гнева короля в Кинтайр, а с ним бежали и многие из его родичей. 12-й глава клана, Томас, снова участвовал в восстании Леннокса после того, как в 1488 году Яков III был убит. Однако после поражения восстания Томас был схвачен и повешен в 1489 году.
Эндрю, 14-й глава клана, также был на стороне Леннокса, когда в 1526 году они попытались спасти молодого короля Якова V из рук Дугласов.

## Падение клана
В XVI веке 17-й вождь клана Гэлбрайт, Роберт, прославился своими преступлениями, в том числе покушением на жизнь своего шурина, которому он был должен деньги, злоупотреблением властью в преследовании клана Макгрегор, нападением на вождя клана Маколей, который против его желания женился на его овдовевшей матери. В конце концов, он был осужден как мятежник и в 1622 году сбежал в Ирландию. Его наследник Джеймс, 18-й вождь, был последним главой клана по прямой линии. В 1642 году он продал свои владения, и с тех пор клан не имел официального главы, хотя ветви из Балгэйра и Блэкхауса постоянно претендовали на положение вождя клана.
Гэлбрайты, которые переселились в Кинтайр, владели землями в Друморе и Макриханише, а до 1590 года были вассалами Макдональдов с Островов и держали от них остров Джура. Поэтому часть Гэлбрайтов иногда называют септом клана Макдональд. После того, как клан потерял своего главу, часть Галбрайтов присоединилась к соседним кланам, в частности к Бьюкенанам и Макфарланам.
В 1980 году потомки клана Гэлбрайт организовали в США Клановое общество Гэлбрайт, во главе которого встал Роберт К. Гэлбрайт.